# Rockwell City
Rockwell City é uma cidade localizada no estado americano de Iowa, no Condado de Calhoun.

## Demografia
Segundo o censo americano de 2000, a sua população era de 2264 habitantes.
Em 2006, foi estimada uma população de 2088, um decréscimo de 176 (-7.8%).

## Geografia
De acordo com o United States Census Bureau tem uma área de
10,9 km², dos quais 10,9 km² cobertos por terra e 0,0 km² cobertos por água. Rockwell City localiza-se a aproximadamente 372 m acima do nível do mar.

## Localidades na vizinhança
O diagrama seguinte representa as localidades num raio de 16 km ao redor de Rockwell City.